# Вожема
Вожема — река в России, протекает в Сегежском районе Карелии. Вытекает из озера Вожемаламби. Устье реки находится в 51 км по правому берегу реки Сегежи. Длина реки составляет 14 км.

## Данные водного реестра
По данным государственного водного реестра России относится к Баренцево-Беломорскому бассейновому округу, водохозяйственный участок реки — бассейн озера Выгозеро до Выгозерского гидроузла, без реки Сегежа до Сегозерского гидроузла. Речной бассейн реки — бассейны рек Кольского полуострова и Карелии, впадает в Белое море.
Код объекта в государственном водном реестре — 02020001212102000006131.